# John Dodson, 1. Baron Monk Bretton

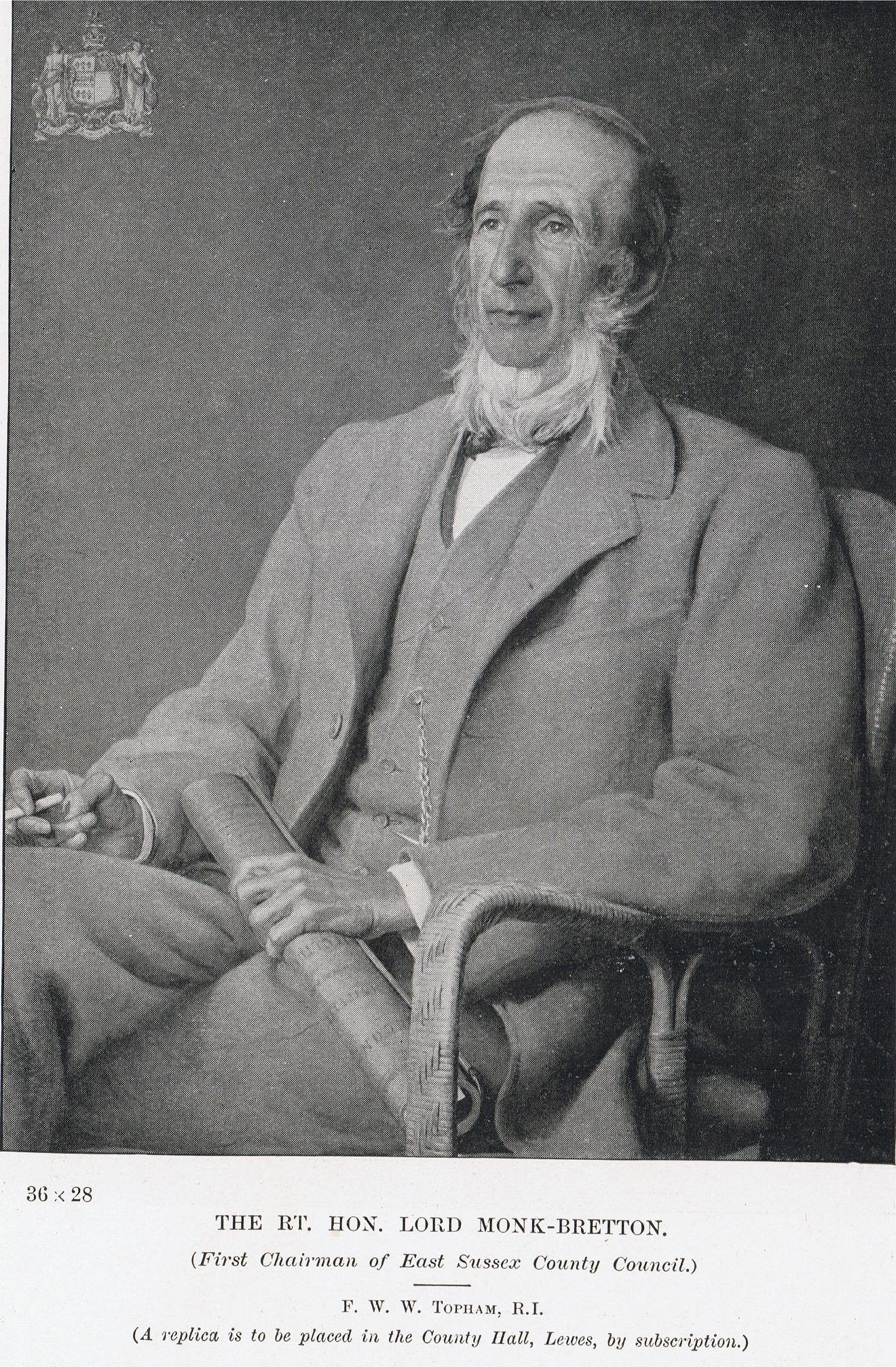
John George Dodson, 1. Baron Monk Bretton

John George Dodson, 1. Baron Monk Bretton, PC (* 18. Oktober 1825; † 25. Mai 1897) war ein britischer Politiker der Liberal Party, der zwischen 1857 und 1884 Mitglied des Unterhauses (House of Commons) war und unter anderem von 1882 bis 1884 das Amt des Kanzlers des Herzogtums Lancaster (Chancellor of the Duchy of Lancaster) bekleidete. 1884 wurde er zum Peer erhoben und gehörte damit bis zu seinem Tod dem Oberhaus (House of Lords) als Mitglied an.

## Leben
Dodson, Sohn des Unterhausabgeordneten und Richters John Dodson sowie dessen Ehefrau Frances Priscilla Pearson, besuchte das renommierte Eton College und absolvierte danach ein Studium am Christ Church der University of Oxford. Am 27. März 1857 wurde er für die Liberal Party erstmals zum Mitglied des Unterhauses gewählt und vertrat dort zunächst bis zum 31. Januar 1874 den Wahlkreis Sussex Eastern. Während dieser Zeit fungierte er zwischen Februar 1865 und April 1872 als stellvertretender Sprecher des Unterhauses (Deputy Speaker of the House of Commons) sowie in Personalunion als Vorsitzender der Ausschüsse des Unterhauses (Chair of Committees of Whole House) und als Vorsitzender des Ausschusses für Wege und Mittel (Chairman of Ways and Means). 1872 wurde er Mitglied des Geheimen Kronrates (Privy Council) und fungierte zwischen 1873 und 1874 als Finanzsekretär des Schatzamtes (Financial Secretary to the Treasury).
Am 31. Januar 1874 wurde Dodson für die Liberal Party wieder zum Mitglied des Unterhauses gewählt und vertrat nunmehr bis zum 8. Mai 1880 den Wahlkreis Chester, ehe er zuletzt zwischen dem 31. Juli 1880 und dem 4. November 1884 den Wahlkreis Scarborough als Abgeordneter im House of Commons vertrat. In der zweiten Regierung von Premierminister William Ewart Gladstone fungierte er zwischen dem 3. Mai 1880 und 28. Dezember 1882 als Minister für Kommunalverwaltung (President of the Local Government Board) und im Anschluss vom 28. Dezember 1882 bis zum 29. Oktober 1884 als Kanzlers des Herzogtums Lancaster (Chancellor of the Duchy of Lancaster).
Nach seinem Ausscheiden aus Regierung und Unterhaus wurde Dodson am 4. November 1884 als Baron Monk Bretton, of Conybro and Hurstpierpoint in the County of Sussex, in den erblichen Adelsstand der Peerage of the United Kingdom erhoben und wurde dadurch Mitglied des Oberhauses.
Aus seiner am 3. Januar 1856 geschlossenen Ehe mit Florence Campion gingen drei Töchter und ein Sohn hervor. Sein einziger Sohn John William Dodson war Diplomat und erbte nach seinem Tod am 25. Mai 1897 den Titel als 2. Baron Monk Bretton. Seine drei Töchter Florence Harriet Dodson, Ethel Millicent Dodson und Mildred Augusta Dodson verstarben alle unverheiratet.